# Michał Kantakuzen
Michał Kantakuzen (gr. Μιχαήλ Καντακουζηνός, zm. 1316) – bizantyński arystokrata, pierwszy władca Morei, panował od 1308 roku do śmierci, ojciec cesarza bizantyjskiego Jana VI.

## Życiorys
W 1308 roku cesarz bizantyński  Andronik II Paleolog wydał dekret, na mocy którego zaprzestano corocznego mianowania na stanowisko gubernatora Morei. Od tego momentu urząd ten miał być sprawowany dożywotnio. Pierwszym despotą został mianowany Michał Kantakuzen. W czasie swoich rządów w Despotacie Morei ukrócił zwyczaj wykorzystywania prowincji do pomnażania prywatnego majątku, co często zdarzało się dotychczasowym jej zarządcom. Krótki okres panowania przyniósł prowincji stabilizację gospodarczą, która umożliwiła jego następcy, Andronikowi rozszerzanie granic. Jego żoną była Teodora Paleologina Kantakuzena. Jego synem był Jan VI Kantakuzen, który został w 1347 cesarzem bizantyńskim.